# كونراد دتريز
كونراد دتريز (بالفرنسية: Conrad Detrez)‏ ولد في 1 أبريل 1937 بروكلانج-سور-جير، بلجيكا، وتوفى في 12 فبراير 1985 بباريس في فرنسا. وهو روائي وشاعر بلجيكي. حصل على جائزة رينودو الأدبية عام 1978.

## روابط خارجية
- كونراد دتريز على موقع الموسوعة البريطانية (الإنجليزية)